# Kohjapyx
Kohjapyx es un género de Diplura en la familia Japygidae.

## Especies
- Kohjapyx lindbergi Pagés, 1962
- Kohjapyx serfatyi Pagés, 1953
- Kohjapyx uchleri Pagés, 1962